# Славонски сабор
Славонски сабор, односно Сабор Краљевине Славоније (лат. Congregatio generalis Regni Sclavoniae) је био највише земаљско и политичко тело у средњовековној Славонији. Као представничко тело, сабор је одражавао феудалну структуру тадашњег друштва, а чинили су га представници племства и свештенства са подручја славонских жупанија. Пошто се Славонија налазила у саставу Угарске, славонски сабор се по правилу бавио решавањем локалних питања, док су општедржавна питања решавана у Државном сабору Краљевине Угарске. Славонски сабор је по правилу сазиван у име краља или уз његову сагласност. Највећи утицај на рад сабора имали су славонски банови и подбанови (као представници краљевске власти) и загребачки бискупи (као највиши представници црквене власти). Велики утицај су такође остваривали и представници најмоћнијих славонских феудалних породица.

## Историја
Заседања Славонског сабора су одржавана у разним местима, као што су Копривница, Крижевци или Загреб. Прва саборска заседања, која су забележена у историјиским изворима, одржана су током 13. века. Највиши степен самосталности у раду Славонског сабора остварен је у кратком раздобљу током 1526. и 1527. године, када је услед ванредних прилика након Мохачке битке и општег расула у Угарској дошло до привремене дезитеграције централних органа државне власти. У раздобљу од 1527. до 1531. године, за време рата између присталица Фердинанда Хабзбуршког и Јована Запоље, славонски великаши су се поделили на две супротстављене странке, од којих је свака одржавала сопствене саборе.
Током 16. века, повремена заједничка заседања Славонског сабора и Далматинско-хрватског сабора довела су до постепеног институционалног обједињавања и стварања јединственог сабора, чиме је Славонски сабор престао да постоји као посебно политичко тело. Последње заседање посебног Славонског сабора одржано је у јесен 1557. године у Вараждину, а заседање које је планирано за наредну 1558. годину накнадно је проширено у заједнички сабор.
Гашење Славонског сабора као посебног политичког тела знатно је допринело постепеној хрватизацији Славоније. Средином 18. века, у време расправа о уређењу државне управе у Доњој Славонији, покренуто је и питање о обнови и преуређењу свих традиционалних органа земаљске управе (жупаније, сабор), али том приликом је извршена само обнова локалне жупанијске управе (1745), док обнова рада посебног Славонског сабора није спроведена. Појединачни захтеви за обнову овог тела су се јављали и током 19. века, у склопу тадашњих хрватско-мађарских спорова око политичке припадности славонских жупанија.
Након стварања Краљевине СХС (1918) обновљене су расправе о управном уређењу Славоније. Тим поводом се јавила и замисао о стварању посебне славонске управне области, са сопственим обласним сабором и Осијеком као главним градом. Ова замисао је делимично спроведена у склопу великог преуређења државне управе, када је читава Краљевина СХС подељена на управне области, а том приликом је створена и посебна Осјечка област, која је обухватала читаву савремену Славонију. Највише управно тело ове административне јединице била је Скупштина Осјечке области, која је у колоквијалном смислу називана и славонским сабором. Након укидања Осјечке области (1929), распуштено је и ово тело.
За време НОБ-а (1941-1945), постојала је замисао да се у оквиру будуће федралне јединице Хрватске створи и посебна аутономна јединица Славонија, са сопственим покрајинским органима, те је стога 1943. године основан Обласни народноослободилачки одбор Славоније. Међутим, ово тело је укинуто 1945. године, пошто је замисао о аутономији Славоније сузбијена од стране поборника унитарног уређења новостворене Народне Републике Хрватске. Обнова обласне самоуправе у Славонији је извршена 1949. године, када је створена посебна Осјечка област, позната и као Славонска област, али ова територијална јединица је била кратког века, пошто је укинута већ током 1951. године, када су распуштени и њени органи.
Након стварања независне Хрватске (1991-1992), поједини локални покрети и странке (Hrvatski demokratski sabor Slavonije i Baranje) су се у склопу планова о регионализацији државне управе залагали за стварање Славоније као посебне јединице са својим обласним сабором, али ове замисли су одбачене, пошто је славонско аутономаштво означено као опасно по очување државног јединства Хрватске.